# André Pomerleau
André Pomerleau (1945) è un ex sciatore alpino canadese.

## Biografia
Sciatore polivalente con maggior propensione alle prove tecniche originario di Thetford Mines, André Pomerleau fece parte della nazionale canadese e nel 1965 conquistò il titolo nazionale nello slalom speciale e nella combinata; gareggiò in campo internazionale solo in occasione della High Sierra Cup 1966 (Heavenly Valley, 1-3 aprile), dove non completò né lo slalom gigante né lo slalom speciale. Non prese parte a rassegne olimpiche o iridate.

## Palmarès

### Campionati canadesi
- 2 ori (slalom speciale, combinata nel 1965)[3]

### Campionati canadesi juniores
- 1 oro (combinata nel 1963)[1]